# Snedstreck
Snedstreck (/) är ett skiljetecken.

## Användningsområden

### Alternativ
Tecknet snedstreck (/) anger alternativ i vissa kortare texter där utrymmet är begränsat, till exempel i blanketter, och ersätter då ordet "eller":
- gift/ogift (läs: "gift eller ogift").

I löpande text bör man inte använda snedstreck på detta vis. I stället för uttrycket "och/eller" i exempelvis "a och/eller b", kan man till exempel skriva "a, b eller bådadera".

### I betydelsen "per", "om" eller "i"
Snedstreck används med betydelsen "per" i tabeller, tekniska eller matematiska sammanhang, även om inverterade enheter är att föredra i naturvetenskapliga texter:
- 220 km/h (220 km h−1) – läs: "220 kilometer i timmen",
- 100 kr/år (100 SEK y−1) – läs: "100 kronor per år" eller "100 kronor om året".

### Divisionstecken
Som visats ovan, används / även som bråk- eller divisionsstreck, oftast då ett horisontellt eller ett äkta, snett bråk- eller divisionsstreck (∕ – U+2215 Division slash; eller ⁄ – U+2044 Fraction slash) ej finns att tillgå:
- 1/4 för ¼
- (a + b2)/(2c − 5d) för {\displaystyle {\frac {a+b^{2}}{2c-5d}}}

### Tecken för parallellitet
Två snedstreck efter varandra // används inom matematiken som symbol för parallellitet:
- Linjerna A och B är parallella – detta kan skrivas A//B (alternativt A∥B).

Ibland används i stället tecknet ∥ för att beteckna parallellitet.

### Förkortningar
/ används i en del förkortningar, oftast med engelskt ursprung, såsom
- c/o (℅) – eng. care of (boende hos)
- M/S – eng. motor ship (motorfartyg)

### I brev etcetera som avslutningssymbol
I (informella) brev eller e-post används ofta snedstreck före brevskrivarens namn som ett tecken på att texten och meddelandet är slut:
- Hej Fia!
Hoppas allt är bra med dej och familjen!
Ser verkligen fram emot att ses i helgen!
/Johanna

De kan också användas för att göra formella brev mer personliga. Då tillsätts ofta också ett mellanslag mellan snedstrecket, namnet på företaget och namnet på personen som skrivit svaret. Snedstreck som används på det här viset ersätter i sak ordet "från".
- Hej Josefin,
Vi har nu tagit emot din beställning och vi skickar dina varor snarast.
Hoppas att du gillar våran produkt!
Företaget / Johannes

### Datum, perioder etc.
Snedstreck kan även användas vid angivande av datum, perioder och tidsskiften:
- 1/7 1990 (för 1 juli 1990)
- räkenskapsåret 1990/91
- årsskiftet 2002/3
- månadsskiftet april/maj

OBS! Vid perioder som omfattar hela kalenderår används tankstreck i stället för snedstreck.

### Utelämningsindikationen /…/
Två snedstreck som omger ett uteslutningstecken (/…/) används i citat för att visa att något har uteslutits. Se vidare uteslutningstecken.

### Radbrytningsindikation
Snedstreck används för att indikera radbyte i dikter, då man inte, av praktiska skäl, har möjlighet att skriva riktigt radbyte. Oftast sker detta då dikter citeras. Snedstrecket bör då omges av mellanrum:
- De två första stroferna ur Tomas Tranströmers dikt "Resan" ur diktsamlingen Den halvfärdiga himlen (1962):

På tunnelbanestationen.
En trängsel bland plakat
i ett stirrande dött ljus.

Tåget kom och hämtade
ansikten och portföljer.
Den citerade texten i en fiktiv diktanalys:
I Tomas Tranströmers dikt Resan lyder den inledande strofen: "På tunnelbanestationen. / En trängsel bland plakat / i ett stirrande dött ljus." Här placeras läsaren genast in i diktmiljön, som beskrivs på ett mycket påtagligt vis; samhällets påträngande kommersialism genom plakaten och den livlösa, men intensiva, belysningen. Den andra strofen beskriver tunnelbanetåget som "kom och hämtade / ansikten och portföljer." – genom detta speglas människorna, ansiktena, och deras arbetssituation, genom de anonyma portföljerna.

### Fonetik
Inom fonetiken, och därmed också inom ytterligare lingvistikområden, används snedstreck för att ange fonem: /a/, /ð/. Detta till skillnad från hakparentes som anger fon. Tecknen mellan snedstrecken brukar symbolisera de ljud som uppfattas som fonemens huvudfoner i ett språk, men representerar samtidigt också övriga allofoner.

### Diakritiskt tecken
Snedstreck används som diakritiskt tecken på vissa bokstäver i det latinska alfabetet, till exempel ø och ł.

### Data-sammanhang

#### Sökvägar
I många operativsystem liksom i Internetadresser  används snedstreck även i sökvägar för att markera att en fil finns i en viss katalog. Om exempelvis filen "Inbjudan.pdf" finns i mappen "Seminarium 2006" i mappen "Arbete", så kan filens sökväg skrivas
Arbete/Seminarium 2006/Inbjudan.pdf.
På Windows-system används emellertid omvänt snedstreck (\) i stället. 
Om ett filnamn innehåller snedstreck (tillåts i vissa operativsystem) så kan man skriva internetadressen %2F i stället.

#### HTML-kodning
I HTML-element används / i det avslutande HTML-elementet enligt mönstret </...>:
- <B> används som "öppningselement", medan </B> används som "slutelement" – texten som ryms mellan dessa båda element är den som kommer att påverkas.

I HTML-text (utanför <...>-taggar)går det bra att skriva / direkt. Annars är HTML-koden för snedstrecket &#47; eller &#x2F;.
Denna syntax härstammar från den mer grundläggande standarden SGML och används i några fler dataspråk, till exempel XML.

#### Programmering
// används i flera programspråk (C och Java till exempel) för att markera en kommentar. I Php ser det ut som
```
<?php

  
// Detta är en kommentar. Koden skriver ut "hej på er alla".

  
echo
 
'hej på er alla'
;

?>

```

#### Unicode
Unicode-koden för / är U+002F (Solidus). Liknande tecken är \ (U+005C, Reverse Solidus), ⁄ (U+2044, Fraction Slash), ∕ (U+2215, Division Slash), ╱ (U+2571, Box Drawings upper right to lower left) och ／ (U+FF0F, Fullwidth Solidus).